# Fußball-Oberliga Nordost
Die Oberliga Nordost (NOFV-Oberliga) ist eine Spielklasse im deutschen Fußball. Sie war nach der deutschen Wiedervereinigung Nachfolger der DDR-Oberliga und damit auf dem Gebiet der neuen Bundesländer die höchste Spielklasse. Ab 1991 war sie eine der drittklassigen, ab 1994 viertklassigen Oberligen Gesamtdeutschlands. Ab 2008 bildet die Oberliga Nordost die fünfte Liga im deutschen Ligasystem. Namensgeber ist der Nordostdeutsche Fußballverband (NOFV) als Regionalverband des Deutschen Fußball-Bundes (DFB).
Die Oberliga Nordost wird in zwei je 16 Mannschaften umfassenden Staffeln ausgespielt, wobei die Vereine nach regionalen Gesichtspunkten den Staffeln Nord und Süd zugeordnet werden. Bis auf wenige Ausnahmen besteht die Nord-Staffel aus Vereinen aus den Bundesländern Berlin, Brandenburg und Mecklenburg-Vorpommern, die Süd-Staffel aus Vereinen aus Sachsen, Sachsen-Anhalt und Thüringen.

## Geschichte

### 1990/91: Die letzte Spielzeit der DDR-Oberliga
Die NOFV-Oberliga entstand nach dem Beitritt des DDR-Fußball-Verbandes zum bundesdeutschen DFB als Nachfolger der DDR-Oberliga und bestand als höchste Spielklasse auf dem Gebiet der ehemaligen Deutschen Demokratischen Republik nur in der Saison 1990/91. Titelträger wurde der F.C. Hansa Rostock, Vizemeister der 1. FC Dynamo Dresden. Beide erwarben sich damit das Startrecht für die Bundesliga-Saison 1991/92, Rostock qualifizierte sich gleichzeitig für den Europapokal der Landesmeister 1991/92. Der FC Rot-Weiß Erfurt und der Hallesche FC qualifizierten sich für den UEFA-Pokal 1991/92 und zusammen mit dem Chemnitzer FC und dem FC Carl Zeiss Jena für die 2. Bundesliga. Der 1. FC Lokomotive Leipzig und der BSV Stahl Brandenburg erreichten die zweite Liga über eine Play-off-Runde, alle weiteren Vereine spielten weiterhin in der ab der Saison 1991/92 nur noch drittklassigen NOFV-Oberliga.

### 1991–1994: Dritthöchste Spielklasse
| Mannschaft             | Staffelsiege |
| ---------------------- | ------------ |
| F.C. Hansa Rostock II  | 4            |
| 1. FC Union Berlin     | 4            |
| Hertha BSC II          | 4            |
| BFC Dynamo             | 3            |
| Tennis Borussia Berlin | 3            |
| 1. FC Magdeburg        | 3            |
| FC Sachsen Leipzig     | 2            |
| Wacker Nordhausen      | 2            |
| VFC Plauen             | 2            |
| SV Babelsberg 03       | 2            |
| FC Energie Cottbus II  | 2            |
| Optik Rathenow         | 2            |
| BSG Chemie Leipzig     | 2            |
| FC Eilenburg           | 2            |

In den Spielzeiten 1991/92 bis 1993/94 war die NOFV-Oberliga drittklassige Liga im deutschen Fußball und bestand aus den drei Staffeln Nord, Mitte und Süd. Am Ende jeder Saison spielten die Staffelsieger mit den Meistern der sieben weiteren Oberligen des DFB in Aufstiegsrunden um die Relegation in die 2. Bundesliga. Die beiden Letztplatzierten jeder Staffel stiegen in die jeweiligen Landesligen ab. Der 1. FC Union Berlin wurde dreifach Meister der Staffel Mitte, verfehlte den Aufstieg jedoch bei zwei Aufstiegsrundenteilnahmen, während dem Verein infolge der dritten Teilnahme die Lizenz verweigert wurde. Der FSV Zwickau wurde 1991/92 und 1993/94 Meister der Süd-Staffel, wobei erst nach der zweiten Meisterschaft auch der Aufstieg erreicht wurde, während selbiger in der Saison 1992/93 Tennis Borussia Berlin als Meister der Nord-Staffel gelang. Die übrigen Staffelsieger verfehlten jeweils den möglichen Aufstieg oder durften aufgrund von Lizenzverweigerungen nicht an der Aufstiegsrunde teilnehmen.
| Saison        | Nord                              | Mitte                 | Süd                    |
| ------------- | --------------------------------- | --------------------- | ---------------------- |
| Staffelsieger |                                   |                       |                        |
| 1991/92       | FC Berlin                         | 1. FC Union Berlin    | FSV Zwickau            |
| 1992/93       | Tennis Borussia Berlin (Aufstieg) | 1. FC Union Berlin *  | FC Sachsen Leipzig **  |
| 1993/94       | BSV Stahl Brandenburg             | 1. FC Union Berlin ** | FSV Zwickau (Aufstieg) |

* Sportlich aufgestiegen, erhielt jedoch keine Lizenz

** Erhielt keine Lizenz, so dass der Zweitplatzierte an der Aufstiegsrunde teilnahm

### 1994–2008: Vierthöchste Spielklasse
Mit Wiedereinführung der Regionalliga 1994 wurde die NOFV-Oberliga ab der Spielzeit 1994/95 viertklassig und damit neben den sieben weiteren Oberligen des DFB die zweithöchste Amateur-Spielklasse. Die Meister der Nord- und der Süd-Staffel stiegen während der ersten fünf Spielzeiten direkt in die viergleisige Regionalliga auf, die Staffel Mitte wurde aufgelöst. Durch die Reduzierung der Regionalliga von vier auf zwei Staffeln 1999 gab es 1998/99 keine Aufsteiger, ab der Saison 1999/2000 wurde der einzige Aufstiegsplatz in die Regionalliga in zwei Relegationsspielen zwischen den beiden Staffelsiegern entschieden. Ab 2005/06 waren wieder beide Staffelsieger aufstiegsberechtigt. Dabei nahmen während der 14 Spielzeiten als vierthöchste Spielklasse teils je 16, teils je 18 Mannschaften am Spielbetrieb der beiden Staffeln teil, übergangsweise aufgrund mehrerer Absteiger aus den Regionalligen auch 19 Mannschaften.
Infolge der Einführung der 3. Liga und einer Erweiterung der Regionalliga auf drei Staffeln seit der Saison 2008/09 ist die Oberliga Nordost nur noch fünftklassig. In der letzten viertklassigen Saison 2007/08 qualifizierten sich die drei bestplatzierten Mannschaften jeder Staffel direkt für die vergrößerte Regionalliga. Die Viertplatzierten der Staffeln Nord und Süd spielten in einer Relegation den siebten und letzten Aufstiegsplatz aus. Dabei steigen nur die jeweiligen Letztplatzierten in die Verbandsligen ab.
| Saison        | Nord                                                 | Süd                                                          |
| ------------- | ---------------------------------------------------- | ------------------------------------------------------------ |
| Aufsteiger    |                                                      |                                                              |
| 1994/95       | FSV Velten                                           | FSV Wacker 90 Nordhausen                                     |
| 1995/96       | SC Charlottenburg                                    | VFC Plauen                                                   |
| 1996/97       | SV Babelsberg 03, Hansa Rostock II                   | 1. FC Magdeburg                                              |
| 1997/98       | SD Croatia Berlin                                    | Dresdner SC                                                  |
| 1998/99       | Hertha BSC II, Tennis Borussia Berlin II             | VfL Halle 1896                                               |
| Staffelsieger |                                                      |                                                              |
| 1999/00       | Hansa Rostock II *                                   | FSV Hoyerswerda                                              |
| 2000/01       | BFC Dynamo                                           | 1. FC Magdeburg (Aufstieg)                                   |
| 2001/02       | Hertha BSC II                                        | 1. FC Dynamo Dresden (Aufstieg)                              |
| 2002/03       | FC Schönberg 95                                      | FC Sachsen Leipzig (Aufstieg)                                |
| 2003/04       | Hertha BSC II (Aufstieg)                             | VFC Plauen                                                   |
| 2004/05       | Hansa Rostock II *                                   | FC Carl Zeiss Jena (Aufstieg)                                |
| Aufsteiger    |                                                      |                                                              |
| 2005/06       | 1. FC Union Berlin                                   | 1. FC Magdeburg                                              |
| 2006/07       | SV Babelsberg 03                                     | FC Energie Cottbus II                                        |
| 2007/08       | Hertha BSC II, Hansa Rostock II, Türkiyemspor Berlin | Hallescher FC, Chemnitzer FC, VFC Plauen, FC Sachsen Leipzig |

* Verzicht auf Relegationsspiele, die von nachrückenden Mannschaften bestritten wurden

### Seit 2008: Fünfthöchste Spielklasse
Mit der Ligenreform seit der Saison 2008/09 ist die Oberliga Nordost nur noch fünftklassig. Für die sieben im Vorjahr in die Regionalliga aufgestiegenen und die beiden in die Verbands- und Landesligen abgestiegenen Mannschaften rückten die Vorjahres-Meister der sechs Verbands- und Landesligen im Bereich des NOFV als direkte Aufsteiger in die Oberliga Nordost auf, während die Vizemeister der sechs Ligen paarweise in je zwei Relegationsspielen drei weitere Aufsteiger ausspielten.
Seitdem steigen die beiden Staffelsieger in die Regionalliga auf. Die jeweils zwei letztplatzierten Mannschaften beider Staffeln steigen ab, die sechs somit freiwerdenden Plätze werden von den sechs Verbandsligameistern eingenommen. Sollte ein NOFV-Verein aus den Regionalligen absteigen, so spielen die Drittletzten der beiden Oberligastaffeln in zwei Relegationsspielen einen weiteren Absteiger aus. Bei zwei Absteigern aus den Regionalligen steigen beide Drittletzten ab, für weitere Regionalliga-Absteiger würde die Oberliga entsprechend aufgestockt.
| Saison     | Nord                                                                            | Süd                                                 |
| ---------- | ------------------------------------------------------------------------------- | --------------------------------------------------- |
| Aufsteiger |                                                                                 |                                                     |
| 2008/09    | Tennis Borussia Berlin                                                          | ZFC Meuselwitz                                      |
| 2009/10    | FC Energie Cottbus II                                                           | RB Leipzig                                          |
| 2010/11    | Berliner AK 07                                                                  | Germania Halberstadt                                |
| 2011/12    | 1. FC Union Berlin II, FSV Optik Rathenow, TSG Neustrelitz, Torgelower SV Greif | FSV Zwickau, VfB Auerbach, 1. FC Lokomotive Leipzig |
| 2012/13    | Berliner FC Viktoria 1889                                                       | FSV Wacker 90 Nordhausen                            |
| 2013/14    | BFC Dynamo                                                                      | FSV Budissa Bautzen                                 |
| 2014/15    | FSV Optik Rathenow, FC Schönberg 95, FSV 63 Luckenwalde                         | RB Leipzig II, FC Oberlausitz Neugersdorf           |
| 2015/16    | FSV Union Fürstenwalde                                                          | 1. FC Lokomotive Leipzig                            |
| 2016/17    | VSG Altglienicke                                                                | BSG Chemie Leipzig, VfB Germania Halberstadt        |
| 2017/18    | FSV Optik Rathenow                                                              | Bischofswerdaer FV 08                               |
| 2018/19    | SV Lichtenberg 47                                                               | BSG Chemie Leipzig                                  |
| 2019/20 1  | Tennis Borussia Berlin                                                          | FSV 63 Luckenwalde                                  |
| 2020/21 1  | Tasmania Berlin                                                                 | FC Eilenburg                                        |
| 2021/22 1  | Greifswalder FC                                                                 | FC Rot-Weiß Erfurt                                  |
| 2022/23    | Hansa Rostock II                                                                | FC Eilenburg                                        |
| 2023/24    | Hertha 03 Zehlendorf                                                            | VFC Plauen                                          |
| 2024/25    | BFC Preussen                                                                    | 1. FC Magdeburg II                                  |

## Teilnehmende Mannschaften 2025/26

### Staffel Nord
- Hansa Rostock II
- Berliner AK 07
- SV Lichtenberg 47
- SV Sparta Lichtenberg
- Eintracht Mahlsdorf
- TSG Neustrelitz
- Tennis Borussia Berlin
- SG Union Klosterfelde
- TuS Makkabi Berlin
- SV Tasmania Berlin
- FC Anker Wismar
- FSV Optik Rathenow
- SG Dynamo Schwerin
- FC Viktoria 1889 Berlin
- SV Siedenbollentin
- SD Croatia Berlin

### Staffel Süd
- VfL Halle 1896
- RSV Eintracht 1949
- VfB Germania Halberstadt
- VfB Auerbach
- VfB Krieschow
- SG Union Sandersdorf
- SC Freital
- FC Einheit Wernigerode
- FSV Budissa Bautzen
- FC Einheit Rudolstadt
- FC Grimma
- VFC Plauen
- 1. SC 1911 Heiligenstadt
- 1. FC Lok Stendal
- VfB Empor Glauchau
- Bischofswerdaer FV 08